# Murray Leinster
Murray Leinster (Norfolk, 16 de junho de 1896 – Condado de Gloucester, 8 de junho de 1975) foi um pseudônimo de William Fitzgerald Jenkins, um escritor estadunidense de ficção científica. Ele escreveu e publicou mais de 1 500 contos e artigos, 14 roteiros de filmes e centenas de roteiros de rádio e peças de televisão.

## Biografia

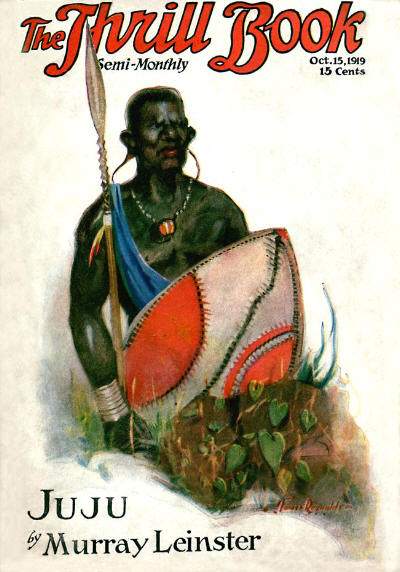
"Juju" de Leinster foi a história de capa do The Thrill Book em outubro de 1919.

Leinster nasceu em Norfolk, na Virginia, em 1896. Era filho de George B. Jenkins, um contador, e de Mary L. Jenkins. Embora ambos os pais tenham nascido na Virgínia, a família morava em Manhattan em 1910, de acordo com o Censo Federal de 1910. Apesar de ter abandonado o ensino médio, ele começou uma carreira como escritor freelance antes da Primeira Guerra Mundial. Ele estava faltando dois meses para completar 20 anos quando sua primeira história, "The Foreigner", apareceu na edição de maio de 1916 da revista literária de H. L. Mencken, The Smart Set. Nos três anos seguintes, Leinster publicou mais dez histórias na revista. Durante a Primeira Guerra Mundial, Leinster serviu no Comitê de Informação Pública e no Exército dos Estados Unidos (1917–1918). Durante e depois da guerra, ele começou a aparecer em revistas populares como Argosy, Snappy Stories e Breezy Stories. Ele continuou a aparecer regularmente em Argosy na década de 1950. Quando as revistas populares começaram a se diversificar em gêneros específicos na década de 1920, Leinster seguiu o exemplo, vendendo histórias da selva para Danger Trails, faroestes para West e Cowboy Stories, histórias de detetive para Black Mask e Mystery Stories, histórias de terror para Weird Tales e até mesmo romance histórias para a revista Love Story sob o pseudônimo de Louisa Carter Lee.
A primeira história de ficção científica de Leinster, "The Runaway Skyscraper", apareceu na edição de 22 de fevereiro de 1919 da Argosy e foi reimpressa na edição de junho de 1926 da primeira revista de ficção científica de Hugo Gernsback, Amazing Stories. Na década de 1930, ele publicou várias histórias e seriados de ficção científica em Amazing e Astounding Stories (a primeira edição de Astounding incluía sua história "Tanks"). Ele continuou a aparecer com frequência em pulps de outros gêneros, como Detective Fiction Weekly e Smashing Western, bem como Collier's Weekly começando em 1936 e Esquire começando em 1939.
Leinster foi um dos primeiros escritores de histórias de universos paralelos. Quatro anos antes de The Legion of Time de Jack Williamson sair, Leinster publicou seu "Sidewise in Time" na edição de junho de 1934 do Astounding. A visão de Leinster de oscilações extraordinárias no tempo ('lateralmente no tempo') teve um impacto de longo prazo em outros autores, por exemplo, "Living Space" de Isaac Asimov, "The Red Queen's Race" e The End of Eternity.

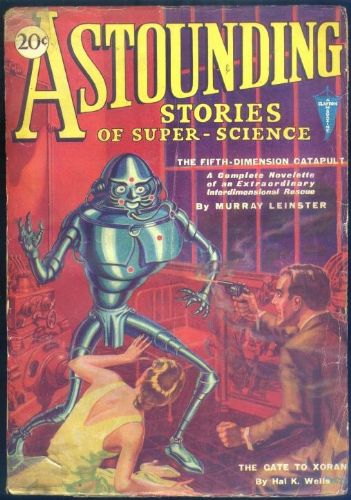
"A catapulta da quinta dimensão" de Leinster foi a história de capa das Astounding Stories de janeiro de 1931.

O romance "Primeiro contato" de Leinster, de 1945, também é considerado um dos primeiros (se não o primeiro) exemplos de um tradutor universal de ficção científica. Em 2000, os herdeiros de Leinster processaram a Paramount Pictures sobre o filme Star Trek: First Contact, alegando que infringia sua marca registrada no termo. No entanto, o processo foi julgado improcedente.
Leinster foi um dos poucos escritores de ficção científica da década de 1930 a sobreviver na era John W. Campbell de padrões de escrita mais elevados, publicando mais de três dezenas de contos na Astounding e Analog sob a direção de Campbell. A última história de Leinster na Analog foi "Quarantine World" na edição de novembro de 1966, trinta e seis anos após sua aparição na primeira edição de janeiro de 1930.
O conto de Murray Leinster de 1946, "A Logic Named Joe", contém uma das primeiras descrições de um computador (chamado de "lógica") na ficção. Na história, Leinster estava décadas à frente de seu tempo ao imaginar a Internet. Ele imaginou lógicas em todas as casas, conectadas por meio de um sistema distribuído de servidores (chamados de "tanques"), para fornecer comunicações, entretenimento, acesso a dados e comércio; um personagem diz que "a lógica é a civilização".
Durante a Segunda Guerra Mundial, ele serviu no Escritório de Informações de Guerra dos Estados Unidos. Após a guerra, quando seu nome e as polpas tivessem alcançado uma aceitação mais ampla, ele usaria "William Fitzgerald", "Fitzgerald Jenkins" ou "Will F. Jenkins" como nomes em histórias quando "Leinster" já tinha vendeu uma peça para um problema específico.
Leinster foi um escritor tão prolífico que Groff Conklin, ao revisar Operação: Espaço Sideral em março de 1955, observou que era seu quarto romance de 1954 e que outro seria revisado no mês seguinte. Leinster continuou publicando nas décadas de 1950 e 1960, aparecendo na Galaxy Magazine e The Magazine of Fantasy and Science Fiction, bem como no The Saturday Evening Post. Ele ganhou um prêmio Hugo por sua história de 1956 " Exploration Team".
A carreira de Leinster também incluiu ficção baseada em várias séries de TV de ficção científica: um romance episódico de 1960, Men into Space, foi derivado dos conceitos básicos da série, mas Leinster tinha pouco conhecimento do conteúdo real da série, e nenhum dos episódios de livros têm qualquer relação com os episódios filmados. Men Into Space foi seguido, sete anos depois, por dois romances originais baseados em The Time Tunnel (1967), e três baseados em Land of the Giants (1968–69).

## Obras

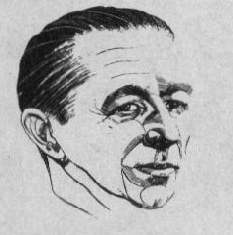
Leinster conforme descrito em Amazing Stories em 1953.

### Romances

#### Extremo Oriente
Sword of Kings, John Long, 1933.

#### Mistério
- Scalps, Brewer & Warren, 1930. (também conhecido como Wings of Chance)
- Murder Madness, Brewer & Warren, 1931; publicado pela primeira vez em Astounding, 1930.
- Murder Will Out  (como Will F. Jenkins), John Hamilton, 1932.
- No Clues  (como Will F. Jenkins), Wright & Brown, 1935.
- Murder in the Family  (como Will F. Jenkins), John Hamilton, 1935; apareceu pela primeira vez em Complete Detective Novels, 1934.
- The Man Who Feared  (como Will F. Jenkins), Gateway, 1942; publicado pela primeira vez na Detective Fiction Weekly, 9–30, 1930.

#### Romance
as Louisa Carter Lee
- Her Desert Lover: A Love Story, Chelsea House 1925.
- Her Other Husband: A Love Story, Chelsea House 1929.
- Love and Better: A Love Story, Chelsea House 1931.

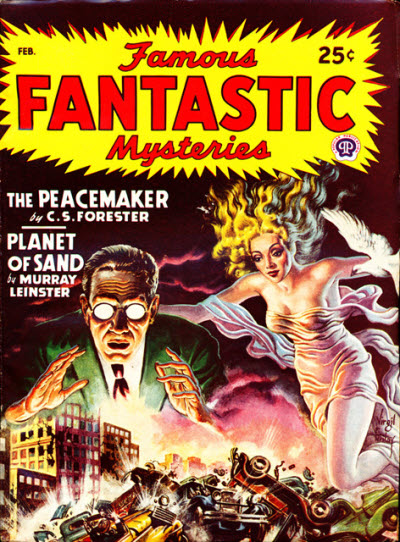
"Planet of Sand" de Leinster foi capa da edição de fevereiro de 1948 da Famous Fantastic Mysteries.

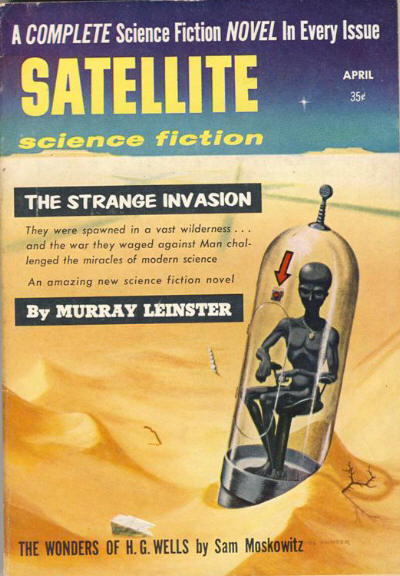
"The Strange Invasion", de Leinster, foi a matéria de capa da edição de abril de 1958 da Satellite Science Fiction. Foi publicado em forma de livro mais tarde naquele ano como Guerra com o Gizmos.

#### Ficção científica
- The Murder of the U.S.A.  (como Will F. Jenkins), Crown, 1946.
- Fight for Life, Crestwood, 1949.
- Space Platform, Shasta Publishers, 1953.
- Space Tug, Shasta Publishers, 1953
- The Black Galaxy, Galaxy, 1954; apareceu pela primeira vez em Startling, março de 1949.
- Gateway to Elsewhere, Ace, 1954; apareceu pela primeira vez como "Journey to Barkut" em Startling, janeiro de 1952.
- The Brain-Stealers, Ace, 1954; apareceu pela primeira vez como "O Homem do Chapéu de Ferro" em Startling, novembro de 1947.
- Operation: Outer Space, Fantasy Press, 1954.
- The Forgotten Planet, Ace, 1954.
- The Other Side of Here, Ace, 1955; publicado pela primeira vez como The Incredible Invasion em Astounding, agosto - dezembro de 1936.
- The Planet Explorer, Gnome Press; Prêmio HUGO de melhor romance do ano, 1957.
- City on the Moon, Avalon, 1957.
- War with the Gizmos, Fawcett, 1958.
- Four from Planet 5, Fawcett, 1959; apareceu pela primeira vez como "Long Ago, Far Away" em Amazing, setembro de 1959.
- The Monster from Earth's End, Fawcett, 1959.
- The Mutant Weapon, Ace, 1959; apareceu pela primeira vez como "Med Service" em Astounding, agosto de 1957.
- The Pirates of Zan, Ace, 1959; first serialized como The Pirates of Ersatz em Astounding, - 1959.
- Men Into Space, Berkley, 1960; um romance episódico, mas original, baseado na série de televisão homônima.
- The Wailing Asteroid, Avon, 1960.

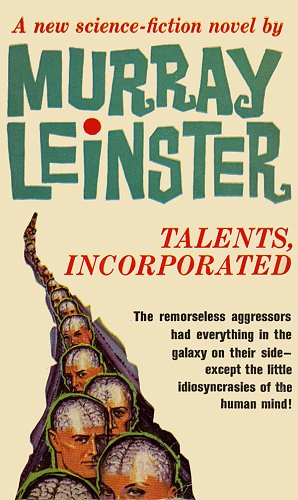
Capa do livro Talents Incorporated.

- Creatures of the Abyss, Berkley, 1961
- This World is Taboo, Ace, 1961; apareceu pela primeira vez como "Pariah Planet" em Amazing, julho de 1961.
- Operation Terror, Berkley, 1962.
- Talents Incorporated, Avon, 1962.
- The Other Side of Nowhere, Berkley, 1964; first serialized como Spaceman em Analog, - 1964.
- Time Tunnel, Pyramid, 1964.[6]
- The Duplicators, Ace, 1964; maio de 1964; Seriado pela primeira vez como Spaceman em Analog, março - abril de 1964.
- The Greks Bring Gifts, Macfadden, 1964.
- Invaders of Space, Berkley, 1964.
- Tunnel Through Time, Westminster Press, 1966.[7]
- Space Captain, Ace, 1966; primeiro serializado como Killer Ship em Amazing, outubro - dezembro.
- Checkpoint Lambda, Berkley, 1966; publicado pela primeira vez como Stopover in Space em Amazing, junho - agosto de 1966.
- Miners in the Sky, Avon, 1967.
- Space Gypsies, Avon, 1967.
- The Time Tunnel, Pyramid, January 1967; romance promocional original baseado na série de televisão americana de 1966-1967 The Time Tunnel, uma história muito diferente do romance de Leinster de 1964 com o mesmo nome.
- The Time Tunnel: Timeslip!, Pyramid, 1967; romance original baseado na série de televisão.
- Land of the Giants, Pyramid, 1968; romance original baseado em série de televisão, reinventando a história de origem.
- Land of the Giants 2: The Hot Spot, Pyramid, 1969; romance original baseado na série de televisão.
- Land of the Giants 3: Unknown Danger, Pyramid, 1969; romance original baseado na série de televisão.
- Politics, in Amazing Stories, No. 6, 1932

#### Western
- The Gamblin' Kid  (como Will F. Jenkins), A. L. Burt, 1933; apareceu pela primeira vez em Western Action Novels, março de 1937.
- Mexican Trail  (como Will F. Jenkins), A. L. Burt, 1933.
- Outlaw Sheriff  (como Will F. Jenkins), King, 1934.
- Fighting Horse Valley  (como Will F. Jenkins), King, 1934.
- Kid Deputy  (como Will F. Jenkins), Alfred H. King, 1935; Seriado pela primeira vez em Triple-X Western, fevereiro - abril de 1928.
- Black Sheep  (como Will F. Jenkins), Julian Messer, 1936.
- Guns for Achin  (como Will F. Jenkins), Wright & Brown, 1936; apareceu pela primeira vez em Smashing Novels, novembro de 1936.
- Wanted Dead or Alive!, Quarter Books, 1949; publicado pela primeira vez na Triple-X Magazine, fevereiro - maio de 1929.
- Outlaw Guns, Star Books, 1950.
- Son of the Flying 'Y'  (como Will F. Jenkins), Fawcett, 1951.
- Cattle Rustlers  (como Will F. Jenkins), Ward Lock, 1952.
- Dallas  (como Will F. Jenkins), Fawcett, 1950. Novelização do roteiro de John Twist.

### Coleções
- The Last Space Ship, Fell, 1949.

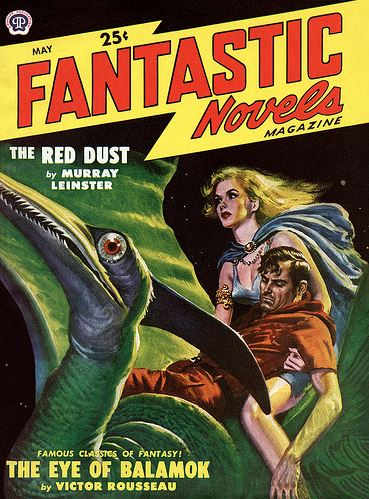
Reimpressão de "The Red Dust", maio de 1949.

  - "The Boomerang Circuit", Thrilling Wonder, 1947
  - "The Disciplinary Circuit", Thrilling Wonder, 1946
  - "The Manless Worlds", Thrilling Wonder, 1947
- Sidewise in Time, Shasta Publishers, 1950.
  - "Sidewise in Time", Astounding, 1934
  - "Proxima Centauri", Astounding, 1935
  - "A Logic Named Joe"  (como Will F. Jenkins), Astounding, 1946
  - "De Profundis", Thrilling Wonder, Winter 1945
  - "The Fourth-Dimensional Demonstrator", Astounding, 1935
  - "Power", Astounding, 1945
- The Forgotten Planet, Gnome Press, 1954.
  - "The Mad Planet", Argosy, 12, 1920
  - "The Red Dust", Argosy All-Story Weekly, 1921
  - "Nightmare Planet", Science Fiction Plus, 1952
- Colonial Survey, Gnome Press, 1957 (também conhecido como The Planet Explorer).
  - "Solar Constant", Astounding, 1956 como "Critical Difference"
  - "Sand Doom", Astounding, 1955
  - "Combat Team", Astounding, 1956 como "Exploration Team"
  - "The Swamp Was Upside Down", Astounding, 1956
- Out of This World, Avalon, 1958.
  - "The Deadly Dust"  (como William Fitzgerald), Thrilling Wonder, 1947
  - "The Gregory Circle"  (como William Fitzgerald), Thrilling Wonder, 1947
  - "The Nameless Something" (como William Fitzgerald), Thrilling Wonder, 1947
- Monsters and Such, Avon, 1959.
  - "The Castaway", Argosy, 1946
  - "De Profundis", Thrilling Wonder, 1945
  - "If You Was a Moklin", Galaxy, 951
  - "The Lonely Planet", Thrilling Wonder, 1949
  - "Nobody Saw the Ship", Future, 1950
  - "Proxima Centauri", Astounding, 1935
  - "The Trans-Human", Science Fiction Plus, 1953
- Twists in Time, Avon, 1960.
  - "Rogue Star", primeira publicação
  - "Dear Charles", Fantastic, 1953
  - "Dead City", Thrilling Wonder, 1946 como "Malignant Marauder"
  - "Sam, This Is You", Galaxy, 1955
  - "The Other Now", Galaxy, 1951
  - "The Fourth-Dimensional Demonstrator", Astounding, 1935
  - "The End", Thrilling Wonder, 1946
- The Aliens, Berkley, 1960.
  - "The Aliens", Astounding, 1959
  - "Fugitive From Space", Amazing, 1954
  - "Anthopological Note", Fantasy and Science Fiction,1957
  - "The Skit-Tree Planet", Thrilling Wonder, 1947 como "Skit-Tree Planet"
  - "Thing from the Sky", primeira publicação
- Doctor to the Stars, Pyramid, 1964.
  - "The Grandfathers' War", Astounding, 1957
  - "Med Ship Man", Galaxy, 1963
  - "Tallien Three", Analog, 1963 como "The Hate Disease"
- S.O.S. from Three Worlds, Ace, 1966.
  - "Plague on Kryder II", Analog, 1964
  - "Ribbon in the Sky", Astounding, 1957
  - "Quarantine World", Analog, 1966
- Get Off My World!, Belmont, 1966.
  - "Second Landing", Thrilling Wonder, 1954
  - "White Spot", Startling, 1955
  - "Planet of Sand", Famous Fantastic Mysteries, 1948
- Explorers of Space, editado por Robert Silverberg, Thomas Nelson, Inc., 1975
  - "Exploration Team", 1956
- The Best of Murray Leinster, editado por Brian Davis, Corgi, 1976.
  - "Time to Die", Astounding, 1947
  - "The Ethical Equations", Astounding, 1945
  - "Symbiosis", Collier's, 1947
  - "Interference", Astounding, 1945
  - "De Profundis", Thrilling Wonder, 1945
  - "Pipeline to Pluto", Astounding, 1945
  - "Sam, This Is You", Galaxy,1955
  - "The Devil of East Lupton", Thrilling Wonder, 1948 como "The Devil of East Lupton, Vermont"
  - "Scrimshaw", Astounding, 1955
  - "If You Was a Moklin", Galaxy, 1951
- The Best of Murray Leinster, editado por John J. Pierce, Del Rey, 1978.
  - "Sidewise in Time", Astounding, 1934
  - "Proxima Centauri", Astounding, 1935
  - "The Fourth-Dimensional Demonstrator", Astounding, 1935
  - "First Contact", Astounding, 1945
  - "The Ethical Equations", Astounding, 1945
  - "Pipeline to Pluto", Astounding, 1945
  - "The Power", Astounding, 1945
  - "A Logic Named Joe" (como Will F. Jenkins), Astounding, 1946
  - "Symbiosis", Collier's, 14, 1947
  - "The Strange Case of John Kingman", Astounding, 1948
  - "The Lonely Planet", Thrilling Wonder, 1949
  - "Keyhole", Thrilling Wonder, 1951
  - "Critical Difference", Astounding, 1956 (também conhecido como "Solar Constant")
- The Med Series, Ace, 1983.
  - "The Mutant Weapon", Astounding, 1957 como "Med Service"
  - "Plague on Kryder II", Analog, 1964
  - "Ribbon in the Sky", Astounding, 1957
  - "Quarantine World", Analog, 1966
  - "This World is Taboo", Amazing, 1961 como "Pariah Planet"
- First Contacts: The Essential Murray Leinster, editado por Joe Rico, NESFA, 1998.
  - "A Logic Named Joe" (como Will F. Jenkins), Astounding, 1946
  - "If You Was a Moklin", Galaxy, 1951
  - "The Ethical Equations", Astounding, 1945
  - "Keyhole", Thrilling Wonder, 1951
  - "Doomsday Deferred", The Saturday Evening Post, 24, 1949
  - "First Contact", Astounding, 1945
  - "Nobody Saw the Ship", Future, May–1950
  - "Pipeline to Pluto", Astounding, 1945
  - "The Lonely Planet", Thrilling Wonder, 1949
  - "De Profundis", Thrilling Wonder, Winter 1945
  - "The Power", Astounding, 1945
  - "The Castaway", Argosy, 1946
  - "The Strange Case of John Kingman", Astounding, 1948
  - "Proxima Centauri", Astounding, 1935
  - "The Fourth-Dimensional Demonstrator", Astounding, 1935
  - "Sam, This Is You", Galaxy, 1955
  - "Sidewise in Time", Astounding, 1934
  - "Scrimshaw", Astounding, 1955
  - "Symbiosis", Collier's, 14, 1947
  - "Cure for Ylith", Startling Stories, 1949
  - "Plague on Kryder II", Analog, 1964
  - "Exploration Team", Astounding, 1956 (também conhecido como "Combat Team")
  - "The Great Catastrophe", primeira publicação
  - "To All Fat Policemen", primeira publicação
- Med Ship, editado por Eric Flint e Guy Gordon, Baen, 2002.
  - "Med Ship Man", Galaxy, 1963
  - "Plague on Kryder II", Analog, 1964
  - "The Mutant Weapon", Astounding, 1957 como "Med Service"
  - "Ribbon in the Sky", Astounding, 1957
  - "Tallien Three", Analog, 1963 como "The Hate Disease"
  - "Quarantine World", Analog, 1966
  - "The Grandfathers' War", Astounding, 1957
  - "Pariah Planet", Amazing, 1961 (também conhecido como This World is Taboo)
- Planets of Adventure, editado por Eric Flint e Guy Gordon, Baen, 2003.
  - The Forgotten Planet
    - "The Mad Planet", Argosy, 1920
    - "The Red Dust", Argosy, 1921
    - "Nightmare Planet", Argosy, 1952

  - The Planet Explorer (também conhecido como Colonial Survey)
    - "Solar Constant", Astounding, 1956 como "Critical Difference"
    - "Sand Doom", Astounding, 1955
    - "Combat Team", Astounding, 1956 como "Exploration Team"
    - "The Swamp Was Upside Down", Astounding, 1956

  - "Anthopological Note", Fantasy and Science Fiction, 1957
  - "Scrimshaw", Astounding, 1955
  - "Assignment on Pasik", Thrilling Wonder, 1949
  - "Regulations", Thrilling Wonder, 1948
  - "The Skit-Tree Planet", Thrilling Wonder, 1947 como "Skit-Tree Planet"
- A Logic Named Joe, editado por Eric Flint e Guy Gordon, Baen, 2005.
  - "A Logic Named Joe" (como Will F. Jenkins), Astounding, 1946
  - "Dear Charles", Fantastic, 1953
  - Gateway to Elsewhere, Ace, 1954; primeira vez como "Journey to Barkut" em Startling, Jan. 1952.
  - The Duplicators, Ace, 1964; primeira vez como "Lord of the Uffts" em Worlds of Tomorrow, 1964.
  - "The Fourth-Dimensional Demonstrator", Astounding, 1935
  - The Pirates of Zan, Ace, 1959; serializado como The Pirates of Ersatz em Astounding, - 1959.
- The Runaway Skyscraper and Other Tales from the Pulps, Wildside Press, 2007.
  - "The Runaway Skyscraper", Argosy, 1919
  - "The Gallery Gods", Argosy, 21, 1920
  - "The Street of Magnificent Dreams", Argosy, 1922
  - "Nerve", Argosy, 4, 1921
  - "Stories of the Hungry Country: The Case of the Dona Clotilde"
  - "Morale", Astounding, 1931
  - "Grooves", Argosy, 1918
  - "Footprints in the Snow", All Story Weekly, 1919

### Outras histórias curtas
- "Doctor", Galaxy, 1961